# Politimesteren på Færøerne
Politimester på Færøerne er John Kølbæk. Færøerne er én samlet politikreds, som dækker Færøernes 30 kommuner, men er  opdelt i 3 politidistrikter: Nord, Midt og Syd. Hovedstationen ligger i Distrikt Midt i Tórshavn, hvor også anklagemyndigheden er placeret. Der er derudover lokalstationer i Klaksvík i Distrikt Nord og i Tvøroyri i Distrikt Syd. Anklagemyndigheden fører straffesager ved Retten på Færøerne, der ligger i Tórshavn.
Anklagemyndigheden ved Færøernes Politi, der har omkring 10 medarbejdere, er én samlet advokatur med både almene og specielle straffesager. Anklagemyndigheden ved Færøernes Politi .
Landsfogeden på Færøerne varetager Anklagemyndigheden ved Færøernes Politi. 